# Uwe Ohainski
Uwe Ohainski (geboren 1964 in Dorstadt bei Wolfenbüttel, Niedersachsen) ist ein deutscher Historiker. Als Mitarbeiter der Akademie der Wissenschaften zu Göttingen umfassen seine Forschungsschwerpunkte die niedersächsische Rechts-, Kirchen-, Orts- und Kartographiegeschichte, die Quellenkunde des Mittelalters und der Frühen Neuzeit sowie die Ortsnamenforschung (Onomastik).

## Leben
Uwe Ohainski besuchte Schulen in Dorstadt und Wolfenbüttel. Nach seinen Zivildienst studierte er an der Universität Braunschweig und der Universität Göttingen.
Von 1996 bis 2019 wirkte er am Institut für Historische Landesforschung der Universität Göttingen. Parallel dazu arbeitete er von 2000 bis 2016 als Angestellter in Teilzeit bei der Historischen Kommission für Niedersachsen und Bremen in Hannover, ab 2009 zudem als angestellter Mitarbeiter der Akademie der Wissenschaften zu Göttingen am Forschungsunternehmen „Ortsnamen zwischen Rhein und Elbe - Onomastik im europäischen Raum“.
Daneben ging Ohainski verschiedenen Tätigkeiten nach, arbeitete beispielsweise für das Sprachwissenschaftliche Seminar der Universität Göttingen, das Niedersächsische Landesarchiv, die Zentraldirektion der Monumenta Germaniae Historica, die Göttinger Akademie der Wissenschaften, die Mainzer Akademie der Wissenschaften, die Mission Historique Française en Allemagne, die Landkreise Hannover, Göttingen und Osterode sowie für den Geschichts- und Heimatverein Holzminden.
Ohainski ist verheiratet.

## Schriften (Auswahl)
- Kirstin Casemir, Uwe Ohainski: Niedersächsische Orte bis zum Ende des ersten Jahrtausends in schriftlichen Quellen (= Studien und Vorarbeiten zum Historischen Atlas Niedersachsens, Heft 34) (= Veröffentlichungen der Historischen Kommission für Niedersachsen und Bremen, Band 2), Hannover: Hahnsche Buchhandlung, 1995, ISBN 978-3-7752-5843-2 und ISBN 3-7752-5843-4
- Uwe Ohainski, Jürgen Udolph: Die Ortsnamen des Landkreises und der Stadt Hannover (= Niedersächsisches Ortsnamenbuch, Teil 1) (= Veröffentlichungen des Instituts für Historische Landesforschung der Universität Göttingen, Bd. 37), Bielefeld: Verlag für Regionalgeschichte, 1998, ISBN 978-3-89534-230-1 und ISBN 3-89534-230-0
- Uwe Ohainski, Jürgen Udolph: Die Ortsnamen des Landkreises Osterode (= Niedersächsisches Ortsnamenbuch, Teil 2) (= Veröffentlichungen des Instituts für Historische Landesforschung der Universität Göttingen, Bd. 40), Bielefeld: Verlag für Regionalgeschichte, 2000, ISBN 978-3-89534-370-4 und ISBN 3-89534-370-6
- Kirstin Casemir, Uwe Ohainski, Jürgen Udolph: Die Ortsnamen des Landkreises Göttingen  (= Niedersächsisches Ortsnamenbuch, Teil 4) (= Veröffentlichungen des Instituts für Historische Landesforschung der Universität Göttingen, Bd. 44), Bielefeld: Verlag für Regionalgeschichte, 2003, ISBN 978-3-89534-494-7 und ISBN 3-89534-494-X
- Kirstin Casemir, Franziska Menzel, Uwe Ohainski: Die Ortsnamen des Landkreises Northeim (= Niedersächsisches Ortsnamenbuch, Teil 5) (= Veröffentlichungen des Instituts für Historische Landesforschung der Universität Göttingen, Bd. 47), Bielefeld: Verlag für Regionalgeschichte, 2005, ISBN 978-3-89534-607-1 und ISBN 3-89534-607-1
- Kirstin Casemir, Uwe Ohainski: Die Ortsnamen des Landkreises Holzminden (= Niedersächsisches Ortsnamenbuch, Teil 6) (= Veröffentlichungen des Instituts für Historische Landesforschung der Universität Göttingen, Bd. 51), Bielefeld: Verlag für Regionalgeschichte, 2007, ISBN 978-3-89534-671-2 und ISBN 3-89534-671-3
- Kirstin Casemir, Franziska Menzel, Uwe Ohainski: Die Ortsnamen des Landkreises Helmstedt und der Stadt Wolfsburg (= Niedersächsisches Ortsnamenbuch, Teil 7) (= Veröffentlichungen des Instituts für Historische Landesforschung der Universität Göttingen, Bd. 53), Bielefeld: Verlag für Regionalgeschichte, 2011, ISBN 978-3-89534-823-5; Inhaltsverzeichnis
- Kirstin Casemir, Uwe Ohainski: Die Ortsnamen des Kreises Höxter (= Westfälisches Ortsnamenbuch, Band 9), Bielefeld: Verlag für Regionalgeschichte, 2016, ISBN 978-3-7395-1009-5; Inhaltstext und Inhaltsverzeichnis
- Kirstin Casemir, Uwe Ohainski: Die Ortsnamen des Landkreises Peine (= Niedersächsisches Ortsnamenbuch, Teil 8) (= Veröffentlichungen des Instituts für Historische Landesforschung der Universität Göttingen, Bd. 60), Bielefeld: Verlag für Regionalgeschichte, 2011, ISBN 978-3-7395-1060-6; Inhaltstext und Inhaltsverzeichnis
- Herbert Blume, Kirstin Casemir, Uwe Ohainski: Die Ortsnamen der Stadt Braunschweig (= Niedersächsisches Ortsnamenbuch, Teil 9) (= Veröffentlichungen des Instituts für Historische Landesforschung der Universität Göttingen, Bd. 61), Bielefeld: Verlag für Regionalgeschichte, 2018, ISBN 978-3-7395-1161-0 und ISBN 3-7395-1161-3; Inhaltsverzeichnis
- Kirstin Casemir, Uwe Ohainski: Die Ortsnamen des Landkreises Goslar (= Niedersächsisches Ortsnamenbuch, Teil 10) (= Veröffentlichungen des Instituts für Historische Landesforschung der Universität Göttingen, Bd. 62), Bielefeld: Verlag für Regionalgeschichte, 2018, ISBN 978-3-7395-1162-7 und ISBN 3-7395-1162-1; Inhaltsverzeichnis
- Kirstin Casemir, Thomas Krueger, Uwe Ohainski, Niels Petersen: 1022. Die echten und die gefälschten Urkunden für das Kloster St. Michaelis in Hildesheim (= Schriften zur Heimatpflege, Band 22), Hannover: Niedersächsischer Heimatbund, 2020, ISBN 978-3-9816980-5-3; Inhaltsverzeichnis
- Kirstin Casemir, Uwe Ohainski: Die Ortsnamen des Landkreises Gifhorn (= Niedersächsisches Ortsnamenbuch, Teil 11), Bielefeld: Verlag für Regionalgeschichte, 2023, ISBN 978-3-7395-1221-1 und ISBN 3-7395-1221-0

als Herausgeber:
- Georg Max. Urkundenbuch zur Geschichte des Fürstenthums Grubenhagen (Göttinger Urkundensammlung, Bd. 1), ungekürzte Reproduktion der 1. Auflage 1863 in Hannover, mit einem Register der Orts- und Personennamen, Göttingen: Duehrkohp und Radicke, 2001, ISBN 978-3-89744-176-7 und ISBN 3-89744-176-4
- Uwe Ohainski, Gerhard Streich (Hrsg.), Peter Przybilla: Die Edelherren von Meinersen, Genealogie, Herrschaft und Besitz vom 12. bis zum 14. Jahrhundert (Veröffentlichungen der Historischen Kommission für Niedersachsen und Bremen, Band 236), aus dem Nachlass herausgegeben mit einer genealogischen Tafel, Hannover: Hahnsche Buchhandlung, 2007, ISBN 978-3-7752-6036-7; Inhaltsverzeichnis und Inhaltstext
- Uwe Ohainski (Bearb.): Die Lehnregister der Herrschaften Everstein und Homburg. Ergänzt um einige weitere registerförmige Quellenstücke aus dem späten Mittelalter (= Göttinger Forschungen zur Landesgeschichte, Bd. 13), Bielefeld: Verlag für Regionalgeschichte, 2008, ISBN 978-3-89534-713-9 und ISBN 3-89534-713-2; Inhaltsverzeichnis und Inhaltstext
- Uwe Ohainski (Bearb.): Urkundenbuch des Augustinerchorfrauenstiftes Dorstadt (= Veröffentlichungen der Historischen Kommission für Niedersachsen und Bremen, Band 258) (= Quellen und Forschungen zur braunschweigischen Landesgeschichte, Bd. 47), Hannover: Hahnsche Buchhandlung, 2011, ISBN 978-3-7752-6058-9; Inhaltsverzeichnis
- Uwe Ohainski, Arnd Reitemeier (Hrsg.): Das Fürstentum Braunschweig-Wolfenbüttel im Jahr 1574. Der Atlas des Gottfried Mascop (= Veröffentlichungen des Instituts für Historische Landesforschung der Universität Göttingen, Bd. 57), Bielefeld: Verlag für Regionalgeschichte, 2012, ISBN 978-3-89534-987-4; Inhaltsverzeichnis und Inhaltstext
- Georg Max (Verf.), Uwe Ohainski (Hrsg.): Urkundenbuch zur Geschichte des Fürstenthums Grubenhagen (= Göttinger Urkundensammlung, Bd. 1), Göttingen: Edition Ruprecht, 2016, ISBN 978-3-8469-0059-8

## Belege
1. 1 2 3 4 5  o. V.: Uwe Ohainski auf der Seite der Akademie der Wissenschaften Göttingen [ohne Datum], zuletzt abgerufen am 23. Januar 2024

| Personendaten    | Personendaten                              |
| ---------------- | ------------------------------------------ |
| NAME             | Ohainski, Uwe                              |
| KURZBESCHREIBUNG | deutscher Historiker und Ortsnamenforscher |
| GEBURTSDATUM     | 1964                                       |
| GEBURTSORT       | Dorstadt bei Wolfenbüttel                  |